# Sebéré
Sebéré est une commune rurale située dans le département de Kougny de la province du Nayala dans la région de la Boucle du Mouhoun au Burkina Faso.